# Genemuiden

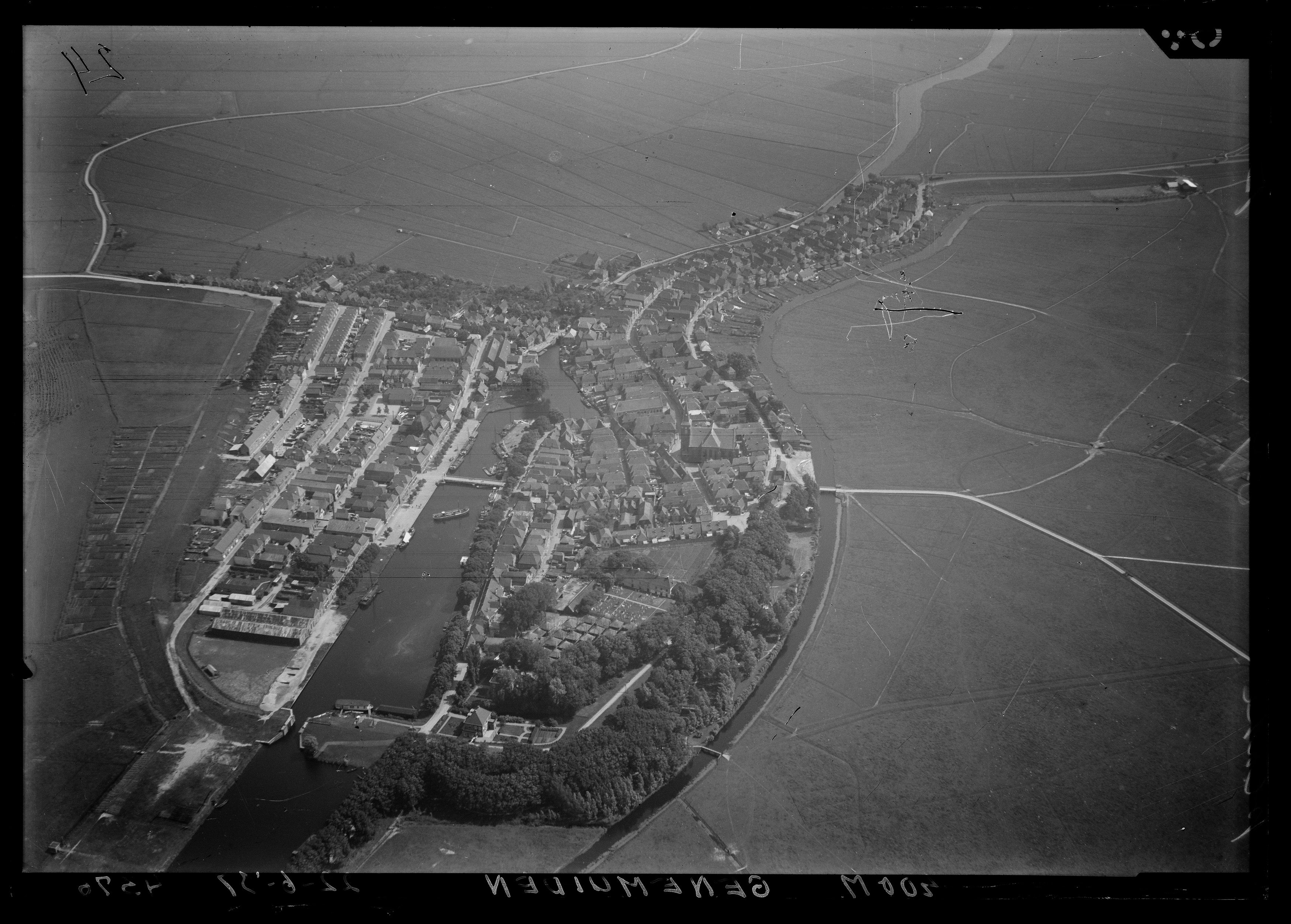
Luchtfoto van Genemuiden (1920-1940), Nederlands Instituut voor Militaire Historie.

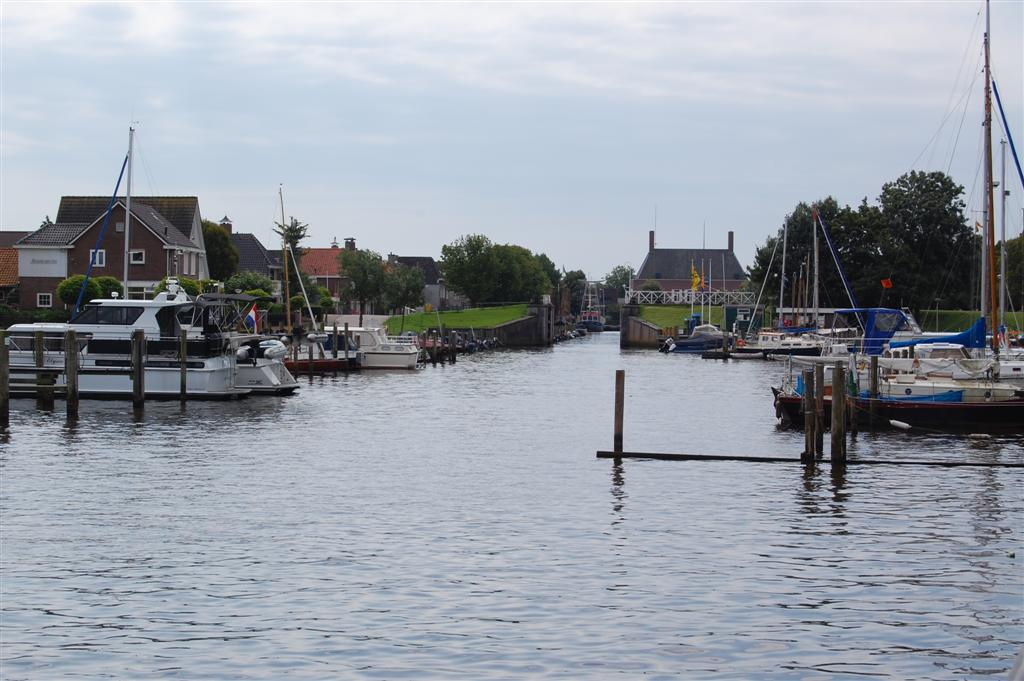
De haveningang van Genemuiden in 2008

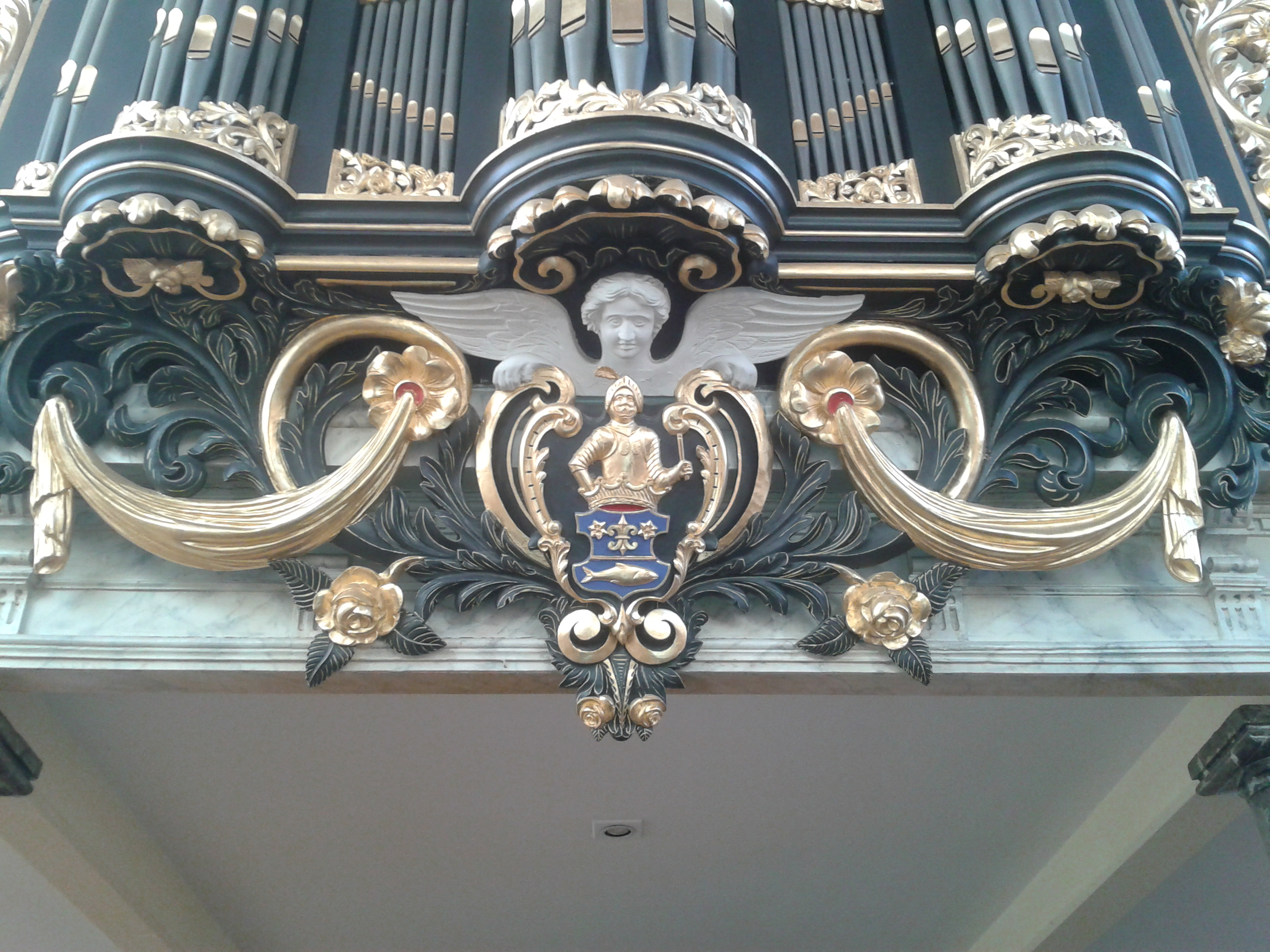
Wapen van Genemuiden op het orgel van de Grote Kerk

Genemuiden (Nedersaksisch: Gællemuun) is een stad in de gemeente Zwartewaterland in de Nederlandse provincie Overijssel. Genemuiden is gelegen aan het Zwarte Water en telde op 1 januari 2023 10.485 inwoners. Genemuiden heeft historische stadsrechten. Tot 2001 was Genemuiden een zelfstandige gemeente.

## Geschiedenis
In 1275 kreeg Genemuiden stadsrechten van Jan van Nassau. Destijds heette de plaats 'Genemuden', later komt ook de spelling 'Gelemuiden' voor. Bisschop Jan van Arkel schonk de stad het veerrecht over het Zwarte Water tegen een jaarlijkse leverantie van zestig pond was voor het maken van kaarsen. In 1382 verwierf men het recht tot het houden van drie jaarmarkten. De plaats werd er rijk van en bouwde een stadhuis.

### Verdedigingswerken
Genemuiden kreeg in de middeleeuwen een aarden omwalling met twee stadspoorten en een gracht. In 1527 bouwde hertog Karel van Gelre aan de noordzijde het kasteel Blokhuis, maar een jaar later raakte hij het weer kwijt aan keizer Karel V. In 1584 werd het Blokhuis afgebroken.

### Tapijtindustrie
De biezenteelt werd in Genemuiden vanaf de 16e eeuw beoefend. In de 17e en 18e eeuw werd het verwerken van biezen een belangrijke bron van inkomsten voor de stad. Vooral het vervaardigen van stoelzittingen (door stoelenmatters) was een belangrijke activiteit. Dit geschiedde in de vorm van huisarbeid. Omstreeks 1910 begon men met de vervaardiging van biezenmatten, waaronder karpetten en lopers. Het meest bekend was de blokmat of Genemuider mat. De eerste fabriekjes voor de wat grootschaliger productie van dit soort matten werden in 1918 en 1919 opgericht.
Na de Tweede Wereldoorlog ging men over op de productie van kokosmatten. In 1950 werkte reeds één derde deel van de Genemuider beroepsbevolking in de kokosindustrie. Na 1965 begon de neergang van dit type mat en ging men over op de vervaardiging van zachte vloerbedekking. Hieruit heeft zich in Genemuiden de moderne tapijtindustrie ontwikkeld, die in 2010 meer dan de helft van alle Nederlandse wollen en nylon vloerbedekking produceerde.
In Genemuiden wordt veel kunstgras voor sportvelden geproduceerd. Behalve bodembedekking voor hockeyvelden produceert de grootste tapijtfabrikant ook kunstgras voor voetbalvelden. De plaatselijke voetbalclub SC Genemuiden speelt zijn wedstrijden dan ook op lokaal geproduceerd kunstgras.

### Veerramp

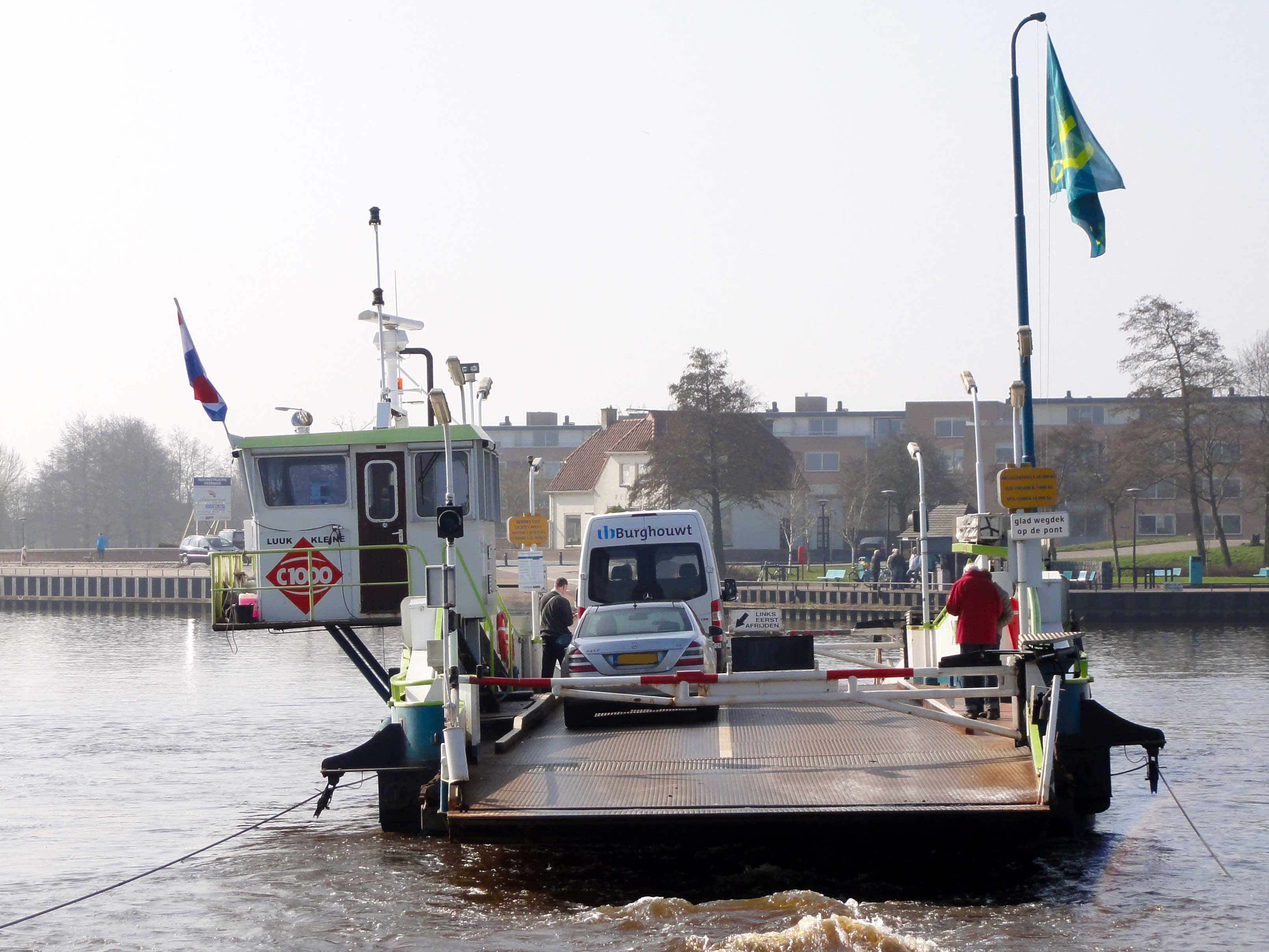
De veerpont anno 2012

Op 8 maart 1922 vond bij Genemuiden een ramp plaats op de rivier het Zwarte Water. Tijdens een hevig noodweer zonk de veerpont van Zwartsluis naar Genemuiden. Elf mensen, onder wie de burgemeester en zijn vrouw, verloren hierbij het leven. Het aantal gewonden is onbekend. Overigens vaart er nog steeds een pont tussen Genemuiden en Zwartsluis.

### Stadsbranden
Grote stadsbranden hebben Genemuiden meerdere malen geteisterd. Al in 1625 en 1698 waren er grote branden. In 1698 verbrandde bijna de gehele stad; tachtig huizen, eenenvijftig schuren en enige pakhuizen werden verwoest. Ook in 1740 was er een grote brand, en sindsdien gold er op de openbare weg in Genemuiden een rookverbod. De meest recente stadsbranden vonden plaats in 1868 en 1882; ook toen werd de stad grotendeels verwoest. Door deze catastrofes zijn er in het eeuwenoude stadje bijna geen gebouwen te vinden die ouder zijn dan 125 jaar. Tijdens de brand van 1868 ging ook het gehele stadsarchief verloren. Op de Achterweg bevinden zich traditioneel veel hooibergen tussen de woonbebouwing. Het rookverbod is daar anno 2016 nog steeds van kracht en daarmee uniek in Nederland.

### Brommerrellen
In de nacht van 29 op 30 april 2001 braken in Genemuiden grootschalige rellen uit, die later "de brommerrellen" werden genoemd. Uit boosheid omdat de gemeente de traditionele brommerraces had verboden richtten jongeren die nacht grote schade aan in het centrum van Genemuiden.

### Gemeente Genemuiden
Naast landerijen en polders, vielen ook enige kleinere kernen onder de gemeente Genemuiden, zoals Kamperzeedijk-Oost en Kamperzeedijk-West en de buurtschappen Cellemuiden en Waterstein, die intussen deel uitmaken van de stadsbebouwing.
Per 1 januari 2001 is de gemeente Genemuiden opgegaan in de fusiegemeente Zwartewaterland. Dit ging niet zonder verzet vanuit de bevolking.

## Media
Van oorsprong kent Genemuiden één abonnementsblad: weekblad De Stadskoerier. Na de oorlogsjaren dienden inwoners van de stad lid te worden van dit blad, maar door de welvaart in de jaren zestig en zeventig werd het een gratis huis-aan-huisblad. In 2021 werd het blad, wegens teruglopende advertentie-inkomsten, weer gedeeltelijk een betaalde krant. Verder heeft de stad een eigen nieuwswebsite: Genemuiden Actueel. Daarnaast schrijven De Stentor en het Reformatorisch Dagblad regelmatig over het nieuws uit de stad. 

## Biestemærk
Ieder jaar, op de derde dinsdag in oktober, wordt de 'biestemærk' in Genemuiden gehouden. Oorspronkelijk was dit een jaarmarkt waarop dieren verkocht werden. Sinds de MKZ-crisis in 2001 is daar echter geen sprake meer van. In de week voor de biestemærk worden op het Havenplein (het centrale plein van Genemuiden) kermisattracties opgebouwd. Dit heeft echter niets met de traditie van de biestemærk te maken. Het is een traditie om op de dag van de biestemærk snert (ofwel erwtensoep) te eten.  

## Kerkgenootschappen
Genemuiden kent vijf protestantse kerkgenootschappen, te weten Nederlands-hervormd (Gereformeerde bond) en gereformeerd (landelijk samengegaan in de Protestantse Kerk in Nederland), christelijk-gereformeerd, hersteld-hervormd en Gereformeerde Gemeente. Het maakt hiermee deel uit van de zogeheten Nederlandse Bijbelgordel. De grootste kerk van de stad is de Jachin en Boazkerk van de Gereformeerde Gemeente met 1.800 zitplaatsen en 2300 leden. De Nederlands-hervormde gemeente is van het behoudende deel van de Protestantse Kerk in Nederland, en verschilt erg met de plaatselijke Gereformeerde Kerk. Beide hebben ook een apart kerkgebouw, waarbij de Gereformeerde Kerk veel kleiner is dan de kerk van de hervormden.

## Bezienswaardigheiden
- Het stoomgemaal Mastenbroek
- Tapijtmuseum
- Historisch Centrum Genemuiden
- Grote Kerk (Hervormde Kerk) vanaf 1883

## Geboren
- Pieter de Vink (1941-2007), radio- en tv-journalist en -presentator
- Gert Abma (1966), voormalig profvoetballer
- Danny Rook (1971), tv-journalist en -presentator
- Erna Last-Kijk in de Vegte (1986), marathonschaatsster
- Pascal Eenkhoorn (1997), profwielrenner
- Tim Naberman (1999), profwielrenner